# Nismet Hrehorchuk
 (mars 2025).
Motif : Pas de sources secondaires nationales espacées de plus de deux ans
- Archive Wikiwix
- Bing
- Cairn
- DuckDuckGo
- E. Universalis
- Gallica
- Google
- G. Books
- G. News
- G. Scholar
- Persée
- Qwant
- (zh) Baidu
- (ru) Yandex
- (wd) trouver des œuvres sur Wikidata

| 1. | Préciser le motif de la pose du bandeau. | Précisez le motif de la pose du bandeau en utilisant la syntaxe suivante : {{admissibilité à vérifier\|date=août 2025\|motif=remplacez ce texte par le motif}}                         |
| 2. | Informer les utilisateurs concernés.     | Pensez à avertir le créateur de l'article, par exemple, en insérant le code ci-dessous sur sa page de discussion : {{subst:avertissement admissibilité à vérifier\|Nismet Hrehorchuk}} |

Nismet Hrehorchuk est une actrice et réalisatrice française née en 1987,.

## Biographie
À 12 ans, elle quitte le foyer familial en raison de violences de la part de son beau-père envers elle et sa mère.
En 2018, elle rencontre le réalisateur Philippe Faucon, sur un de ses films. À l'époque, elle travaille dans un EHPAD le jour et sur des scènes de striptease la nuit. Elle lui propose de raconter sa vie dans une fiction réaliste.
En 2022, elle parcourt 2 400 kilomètres en voiture pour aller chercher sa belle-sœur et ses nièces en Ukraine.
En 2024, elle joue dans la série Nismet, qu'elle a co-écrite, qui retrace son histoire de son adolescence à l'âge adulte.

## Vie privée
Elle est mariée à un Ukrainien depuis 2007.